# Cancale
Cancale (bretonska: Kankaven, gallo: Cauncall) är en stad och kommun i departementet Ille-et-Vilaine i nordvästra Frankrike.
År 2022 hade Cancale 5 554 invånare. Den genomsnittliga höjden över havet är 45 meter och varierar mellan 0 och 56 meter.

## Turism
Cancale ligger vid kusten öster om Saint-Malo. Det är en pittoresk fiskeort vars rykte som Bretagnes "ostronhuvudstad" lockar många besökare. Även om staden är liten finns det många restauranger, varav flera är skaldjursrestauranger.
Det finns en promenadväg längs kusten som börjar i Cancale och går till Pointe du Grouin. Längs vägen har man en fin utsikt över bukten och bort mot Mont-Saint-Michel.

## Ostron

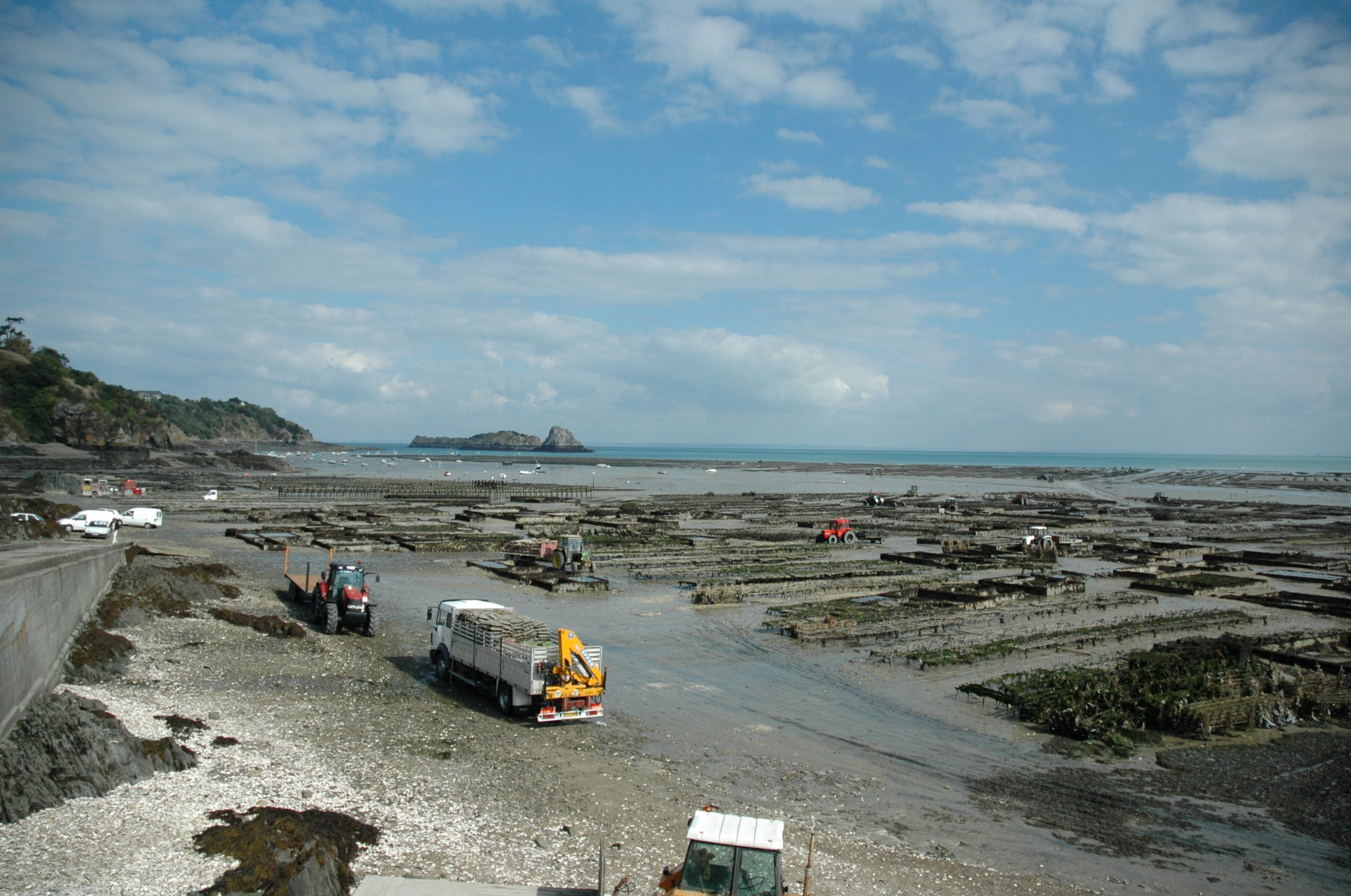
Ostronskörd i Cancale.

Ludvig XIV hämtade sina ostron till Versailles från Cancale. Århundraden senare är ostronodling fortfarande en viktig sysselsättning i Cancale. Ostronbäddarna, som syns från piren i hamnen, täcker ungefär 7,3 kvadratkilometer. Här skördas omkring 25 000 ton ostron varje år.
Eugène Feyen porträtterade Cancale och de ostronplockande invånarna under flera årtionden omkring 1865-1908. Vincent van Gogh skrev att "Eugène Feyen är en av få målare som visar modernt liv som det verkligen är".

## Befolkningsutveckling
Antalet invånare i kommunen Cancale
Referens:INSEE